# Mia Amor Mottley
Mia Amor Mottley QC (* 1. Oktober 1965) ist eine Politikerin der Barbados Labour Party (BLP) aus Barbados und seit dem 25. Mai 2018 erste Premierministerin ihres Landes.

## Politik
Mottley ist seit 1994 Mitglied des Parlaments von Barbados. Von 1994 bis 1996 war sie Bildungsministerin. Im Jahr 2001 wurde sie zur ersten und bisher einzigen (Stand: 2019) Generalstaatsanwältin ihres Landes und zugleich Innenministerin ernannt. Anschließend war sie von 2003 bis 2008 stellvertretende Premierministerin und von 2006 bis 2008 Wirtschaftsministerin.
Als Oppositionsführerin gelang Mottley bei der Parlamentswahl am 24. Mai 2018 ein Erdrutschsieg, bei der die BLP 74,6 Prozent der Stimmen und alle 30 Parlamentssitze erhielt. Am folgenden Tag wurde sie als achte und erste weibliche Premierministerin von Barbados vereidigt. Bei den Wahlen 2022 gewann sie mit ihrer Partei erneut alle 30 Sitze und wurde darauf erneut Premierministerin. Neben diesem Amt ist Mottley auch Ministerin für Finanzen, Wirtschaft und Investitionen sowie Ministerin für nationale Sicherheit und den Zivildienst.
2018 setzte Mottley die Schuldendienstzahlungen ihres Landes aus und einigte sich nach Verhandlungen mit dem Internationalen Währungsfonds (IWF) unter Leitung von Christine Lagarde, dass Barbados einmalig massive Ausgabenreduktionen und Steuererhöhungen durchführte. Der IWF verzichtete im Gegenzug auf weitergehende Austeritätsmaßnahmen und setzte stattdessen ein Investitionsprogramm zum Ausbau der Infrastruktur auf und führte „Klimarisiko-Klauseln“ in die Schuldenrückzahlungsregelungen ein, darunter beispielsweise die Regel, wonach Barbados nach künftigen Naturkatastrophen zwei Jahre lang alle Schuldendienstzahlungen aussetzen kann.
2022 organisierte sie in der Hauptstadt Bridgetown die sogenannte „Bridgetown-Initiative“. Diese fordert von Geberländern, Investoren, IWF und Weltbank einen neuen globalen Klimafonds, der bei Investitionsprojekten dem Nutzen für den Klimaschutz Priorität gegenüber einer potenziellen Rendite einräumt. Sie verlangt außerdem eine Steuer auf den Verbrauch fossiler Energien, um Klimafolgen in ärmeren Ländern ausgleichen zu können.

## Auszeichnungen und Ehrungen
- 2021 Champions of Earth Award des United Nations Environment Programme (UNEP).[4]
- 2022 Liste der 100 Women der BBC.[5]
- 2024 Ewald-von-Kleist-Preis.[6]
- 2024 Global Health Award des Generaldirektors der WHO.[7]
- 2025 Time Earth Awards.[8]